# Barrage Ocoee n°2
Le barrage Ocoee no 2 – en anglais : Ocoee Dam No. 2 – est un barrage hydroélectrique américain dans le comté de Polk, au Tennessee. Situé sur le cours de l'Ocoee, il est inscrit au Registre national des lieux historiques depuis le 31 octobre 1979.